# José Conrado Roza
José Conrado Roza est un peintre portugais de la seconde moitié du XVIIIe siècle, fils et élève de Domingo da Rosa, auquel il succéda dans la charge de maître de dessin et de peinture des princes de la Maison royale, et spécialement des princesses,. 

## Biographie
José Conrado Roza travaille à la décoration des appartements du pavillon Robillon au palais royal de Queluz, comme les panneaux de la Sala das Merendas (salle à manger), présentant des scènes de poésie pastorale, ou les bas-reliefs du boudoir de la Reine.
En 1788, il peint l'huile sur toile Portrait des nains de la reine Marie de Portugal, dite aujourd'hui La Mascarade nuptiale. Le tableau représente huit personnages, dont des nains envoyés depuis le Brésil à la cour de la reine portugaise, Marie Ire, entre 1784 et 1787, friande de curiosités exotiques.